# Pendong Aban
Alfredo "Pendong" Aban C., Jr., conocido artísticamente como Pendong Aban es un cantautor y músico filipino, nacido el 5 de junio en Buenavista, provincia de Agusan del Norte, en la isla de Mindanao. Formó parte integrante del grupo "Salt of the Earth" y además fue uno de los fundadores de la banda musical Asin, en la década de los años 70, a quienes les produjo un álbum discográfico titulado "Blue Christmas" (1988), con una lista de temas musicales que fueron éxitos como "El Olvido Hero", "Esperanza", "Kalinga-in", "Siglo", "La pregunta que yo hago" entre otros, que fueron escritas y compuestas por él mismo, además con una serie de adaptaciones de ritmos tradicionales de su país. Gracias a su talento y su vocación artística, se ha destacado también como un músico instrumentista, ya que toca la guitarra acústica y eléctrica, así como también otros instrumentos autóctonos musicales pertenecientes a diferentes ramas de los pueblos indígenas de Filipinas, como el faglong (guitarra de 2 cuerdas y oriundo de la isla de Mindanao), el paldong (una flauta que se toca en los montes) y el kubing (un arpa de boca, fabricada con maderas de bambú). Más adelante formó parte de otra banda musical llamada "Ang Grupong Pendong", con los que produjo dos álbumes discográficos titulados "Panahon" (1992) y  "Dito sa Lupa" (1994). Toda su producción discográfica fue registrada y lanzada bajo los sellos de BMG Record-Pilipinas, Ivory Records y Vicor Music Corporation entre otras etiquetas independientes.